# Museo della pysanka
Il museo della pysanka, anche al plurale pysanky (in ucraino Музей писанкового розпису?, Muzej pysankovoho rozpysu, lett. "Museo della pittura dell'uovo di Pasqua"), è un museo d'arte etnografica interamente dedicato all'antica tradizione ucraina della pysanka, ossia l'uovo pasquale dipinto a mano con disegni folcloristici tradizionali. L'esposizione è ubicato nella città di Kolomyja, nell'oblast' di Ivano-Frankivs'k (Ucraina) in edificio a forma di pysanka, considerato l'uovo di Pasqua più grande del mondo.

## Storia

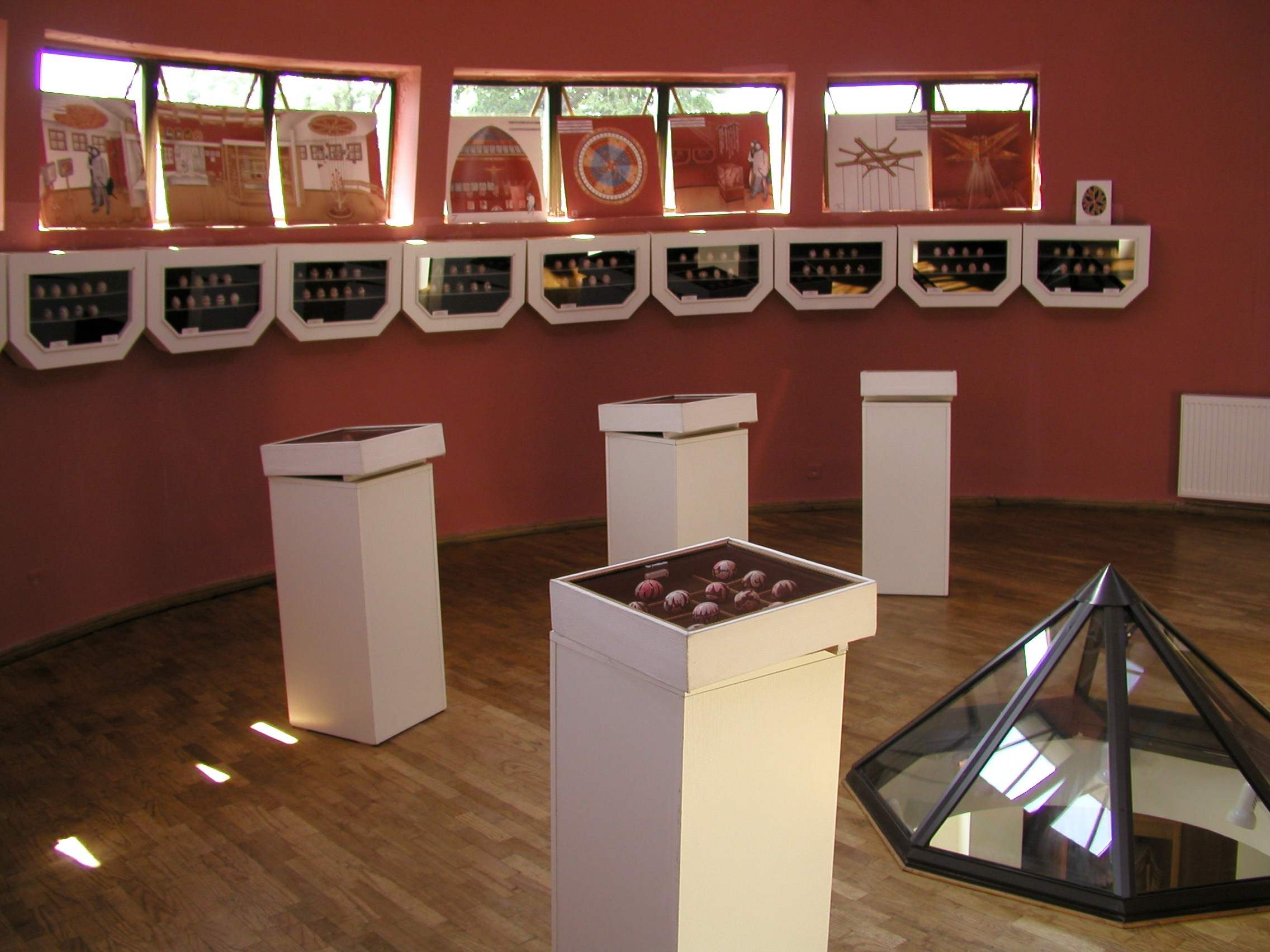
L'interno del museo

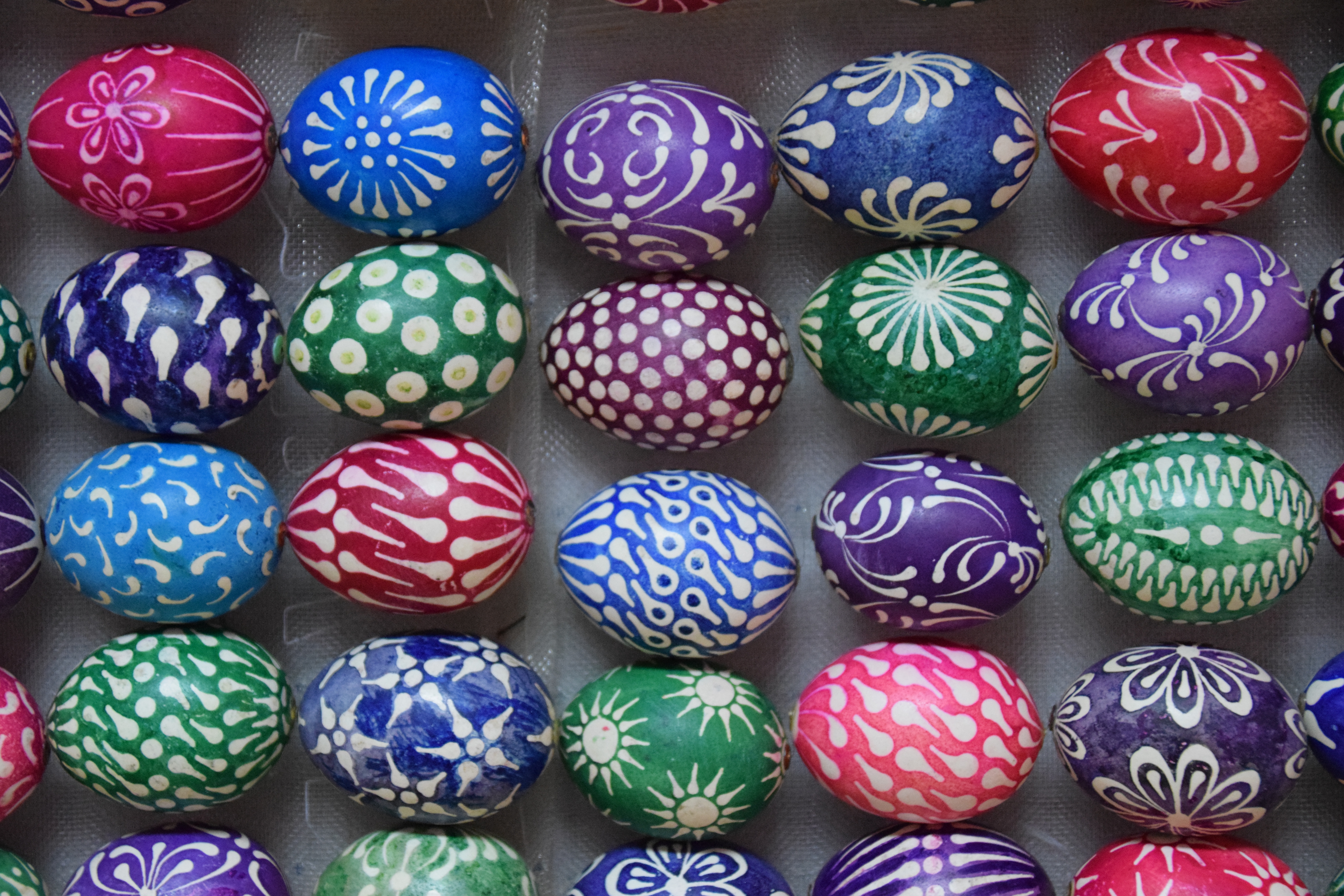
Uova decorate

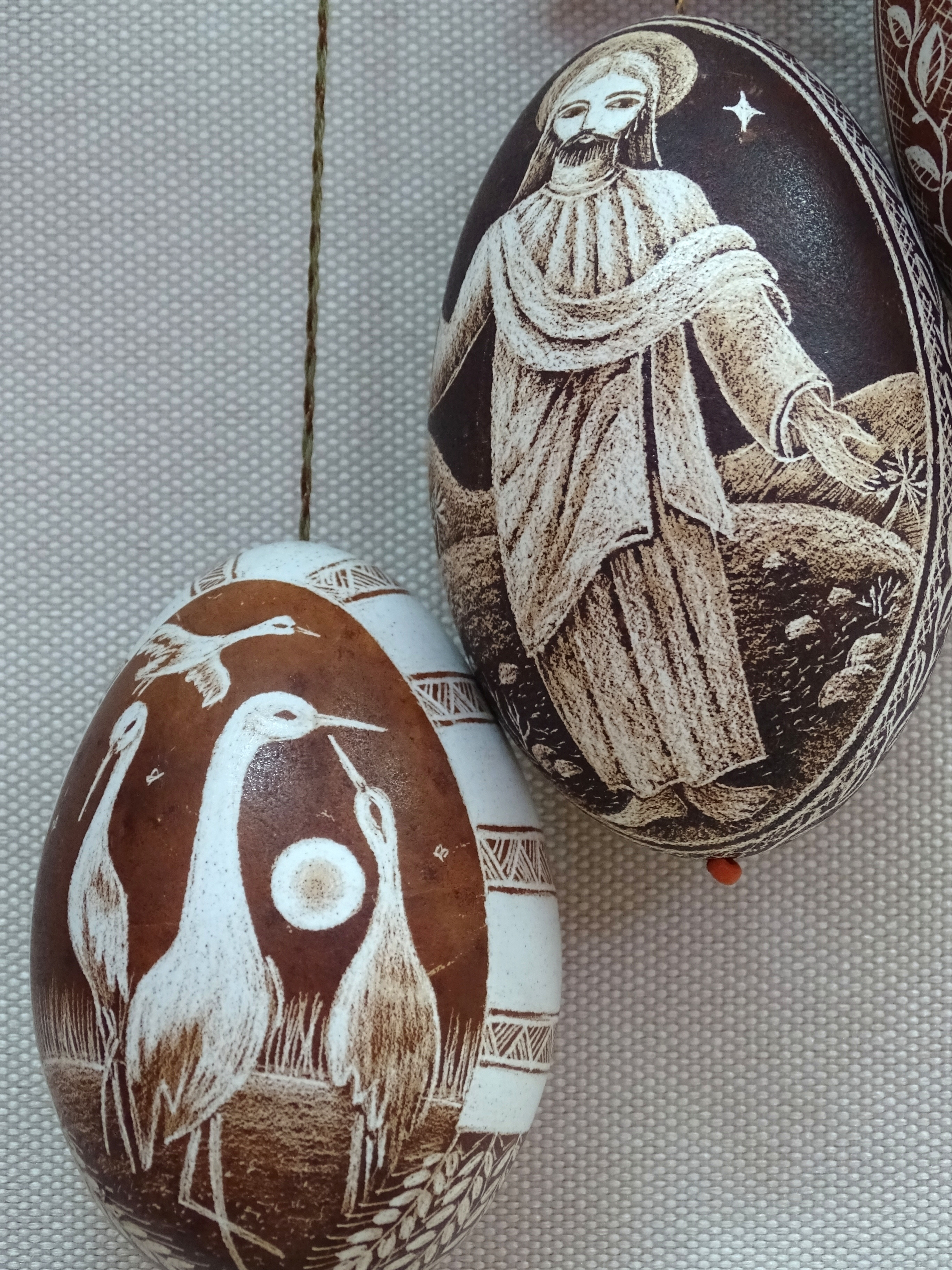
Immagini dipinte su uova

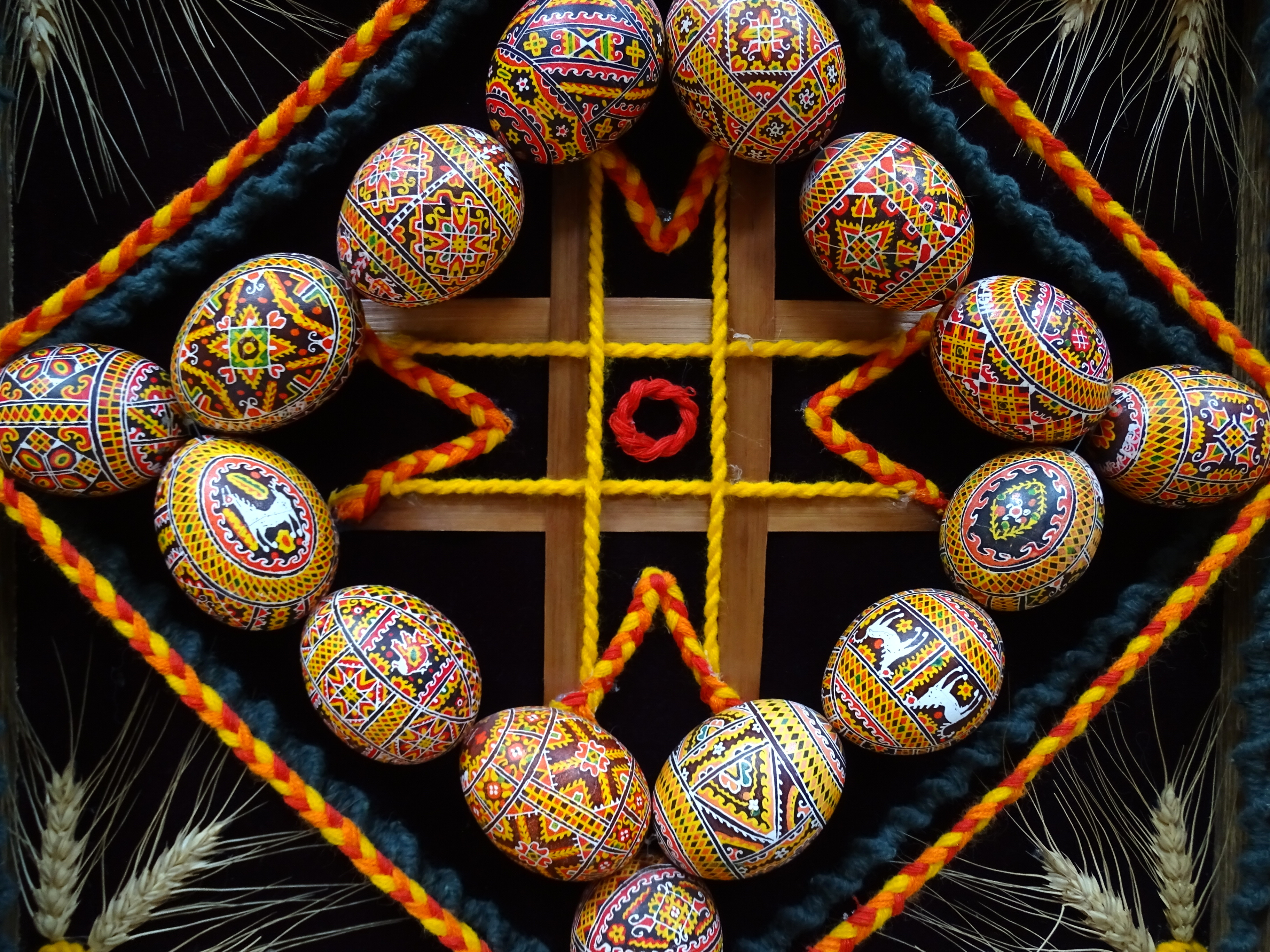
Pysanky

La tradizione di dipingere le uova, in Ucraina, ha come origine le regioni storiche di Huculščina e di Pocuzia. Le pysanky costituiscono un patrimonio unico nel suo genere di opere di pittura in miniatura. Ogni uovo mantiene una decorazione diversa con simboli pagani. Questo tipo di uovo viene realizzato durante la più importante festa cristiana: Pasqua. Si crede che le pysanky portino fortuna, proteggendo le case.
La collezione di uova di Pasqua decorate nel Museo di arte popolare della regione degli Huzuli si sviluppò per molti decenni e gradualmente nacque l'idea di creare un dipartimento separato, il Museo della pittura delle uova di Pasqua, con scopi di raccolta, conservazione e promozione delle opere degli artisti popolari, il loro studio scientifico e la loro trasmissione alle generazioni future. Inizialmente, si pensò di allestire il museo delle uova nelle ex chiese polacche di Deljatyn o Stopčativ. In seguito, il dipartimento regionale della cultura ebbe l'idea di costruire una mostra permanente a Ivano-Frankivs'k, in una casa situata in un parco cittadino e costruita in stile huzulo; tuttavia, l'opzione migliore fu quella di aprire il museo nella chiesa dell'Annunciazione di Kolomyja, e così fu approvato dalla decisione del comitato esecutivo del consiglio comunale nell'agosto 1983. Da allora, iniziò un intenso lavoro per la creazione del museo, l'ampliamento della collezione, lo sviluppo della sua struttura e il piano espositivo tematico.
Il 26 ottobre 1987 il museo venne inaugurato nella chiesa dell'Annunciazione a Kolomyja, in occasione del 400º anniversario della fondazione della chiesa medesima. La chiesa-museo si trovava all'incrocio di strade trafficate, che portavano a visite attive al museo, sebbene funzionasse solo nel periodo estivo. Nel 1990 la chiesa fu riconsegnata ai fedeli, cosicché la collezione museale fu trasferita dal 1992 in una casa in via Roman Šuchevyč n. 78. Venne allestito un percorso tematico suddiviso in quattro capitoli: 
1. La storia dell'uovo di Pasqua e il suo ruolo nella cultura spirituale del popolo ucraino.
2. Tecniche di pittura delle uova di Pasqua. Strumenti. Composizioni di motivi ornamentali.
3. Uovo di Pasqua - un'opera d'arte.
4. Prendere in prestito dalle altre arti gli ornamenti per uova di Pasqua.

Il nuovo museo, realizzato in un edificio di corso V"jačeslav Čornovil e in appena 90 giorni di lavori, venne inaugurato il 23 settembre 2000, durante il X Festival internazionale del folclore e dell'etnografia huzula, a cui parteciparono il presidente dell'Ucraina e il presidente della Verchovna Rada. Gli artisti locali Vasyl' Andruško e Myroslav Jasins'kyj hanno dato vita al progetto, creandone una struttura architettonica, che misura 14 m di altezza e 10 m di diametro, e decorando le pareti esterne e interne della cupola come una pysanka.

## Collezioni del museo

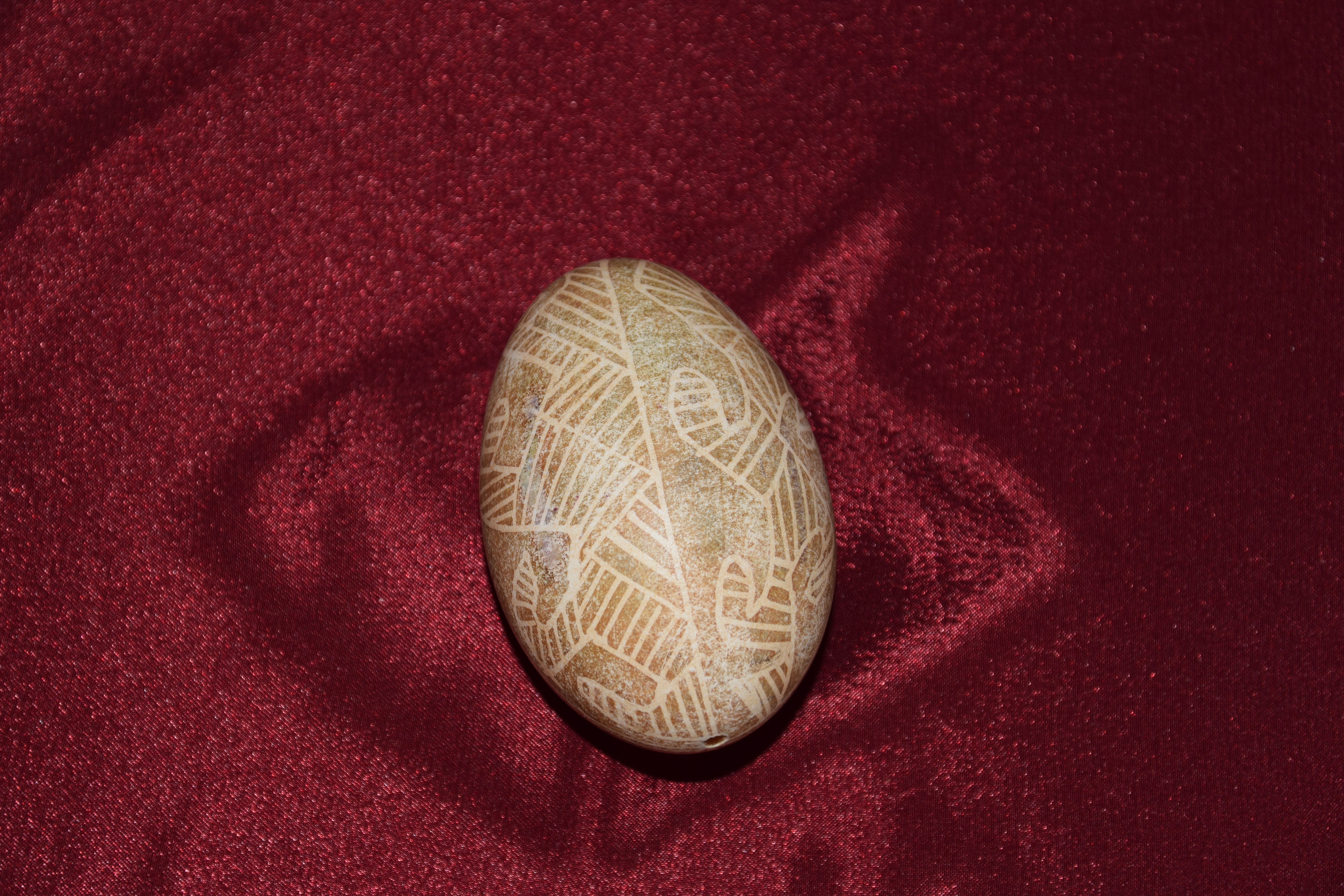
Uovo d'oca del XV-XVI secolo rinvenuto a Leopoli

Il museo dell'uovo di Pasqua possiede più di 10.000 pysanky. La collezione permanente comprende delle pysanky provenienti da tutto il territorio locale, molte sono ricreazioni moderne di disegni tradizionali, altre risalgono ai secoli XIX e XX secolo e ci sono campioni di uova decorate e realizzate nei paesi vicini, quali Bielorussia, Romania, Polonia, Repubblica Ceca e Russia, ma anche più distanti come India, Francia, Canada, Stati Uniti, Pakistan e altri ancora.
Fra gli oggetti più preziosi esposti vi è un uovo d'oca decorato risalente al XV-XVI secolo, rinvenuto nel 2013 a Leopoli.
Tradizionalmente, quando le delegazioni governative e straniere visitano il museo, vengono consegnati al capo-delegazione un uovo di gallina bianco, cera d'api fusa e una penna per firmare il guscio dell'uovo, che viene poi completato dipingendo gli ornamenti tipici. 
Il museo organizza anche mostre temporanee e fotografiche legate alle pysanky, alle tradizioni pasquali e ai mestieri popolari.